# Епископ нишки Јован (Пурић)
Јован (световно Младен Пурић; Мијачи, код Ваљева, 6. јун 1965) умировљени је епископ нишки. Бивши је викарни епископ диоклијски (2004—2011).

## Животопис
Рођен је 6. јуна 1965. године у Мијачима код Ваљева од оца Радосава и мајке Зоре рођ. Бранковић. Након завршетка Богословије Светог Саве у Београду (1985) уписао је теологију на Богословском факултету у Београду, а завршио на Духовној академији у Санкт Петербургу (1996). Одбранио је научни рад из области византологије на тему „Иконоборство и иконопоштовање“ у степену постдипломског аспиранта. Овим радом је стекао право да пише кандидатску дисертацију, а радом „Тајноводство Свете службе“ завршио је и аспирантуру (1996/1997).
Једну школску годину предавао је у Богословији Светог Саве у Београду (1990). Потом је 17. јуна 1992, послије краћег искушеништва у манастиру Троноши код Ваљева, замонашен у храму Свете Тројице у Доњем манастиру Острог, а наредног дана у Храму Ваведења Пресвете Богородице у Горњем манастиру Острог рукоположен је у чин јерођакона. Затим, дана 14. маја 1995. у чин јеромонаха рукоположио га је у манастиру Милешеви блаженопочивши патријарх српски Павле.
Митрополит црногорско-приморски Амфилохије га је произвео у чин протосинђела у Храму Рождества Пресвете Богородице у Цетињском манастиру, на дан Светог Амфилохија Иконијског (1999). Он га је и увео у трон острошких игумана на Крстовдан, 18. јануара 2001. У чин архимандрита узведен је 2004. године.

## Епископ
На дан преноса моштију Светог Саве, 6/19. маја 2004, изабран је за викара Митрополије црногорско-приморске са титулом диоклијског епископа. У јуну исте године патријарх српски Павле хиротонисао га је за епископа у Храму Христовог Васкрсења у Подгорици.
Тајном иконичног васпитања бавио се двадесет година у просвјетним институцијама Српске православне цркве, које су крунисане одбраном докторске тезе на паљанском Филозофском факултету Универзитета у Источном Сарајеву, дана 12. новембра 2009, на тему „Философија васпитања у делу Св. Јована Златоуста“ пред члановима комисије у саставу: проф. др Бранко Летић, проф. др Симо Нешковић (ментор) и проф. др Борис Брајовић.
Дана 26. мајa 2011. на редовном засједању Светог архијерејског сабора СПЦ изабран је за епископа нишког. Устоличен је 7. августа 2011. у Саборној цркви у Нишу од патријарха српског Иринеја.
Дана 24. маја 2016. на редовном засједању Светог архијерејског сабора разријешен је дужности управљања Епархијом нишком и стављен на располагање.